# Senkō
«Senkō» (閃光?) es el segundo sencillo solista de la cantante japonesa Tomiko Van, lanzado al mercado el 27 de septiembre del año 2006 en formatos CD y DVD bajo el sello avex trax.

## Detalles
Tras el lanzamiento de su primer álbum "FAREWELL", y posteriormente su primer sencillo solista "Flower", Tomiko lanza este sencillo ya cercano a la fecha en que se cumple un año desde la separación de su banda Do As Infinity. "Senko", el segundo sencillo de la cantante, es considerada por ella misma un tema absolutamente contrario a su primer sencillo, tanto en el contenido de las letras como también en materia musical.
Mientras que "Flower" mandaba un mensaje de positivismo más que nada así como también una armoniosa melodía, este sencillo se interioriza aún más en el género del Rock, con un mensaje mucho más oscuro de soledad desesperación de una mujer sola que espera volver a encontrar el amor. El tema que acompaña, "Mosaic", es también considerado dentro de esta misma línea en lo referente al mensaje de las letras, pero más relacionado con la búsqueda de una nueva persona en la vida de alguien.

## Canciones

### CD
1. «Senkō» (閃光?)
2. «Mosaic»
3. «Senkō» (閃光?) (Instrumental)
4. «Mosaic» (Instrumental)

### DVD
1. «Senkō» (閃光?) (Music Clip)

- Datos: Q2685167